# Euphrasia pseudopaucifolia
Euphrasia pseudopaucifolia är en snyltrotsväxtart som beskrevs av T. Siddiqui och M. Qaiser. Euphrasia pseudopaucifolia ingår i släktet ögontröster, och familjen snyltrotsväxter. Inga underarter finns listade i Catalogue of Life.